# Marie Luise Kaschnitz

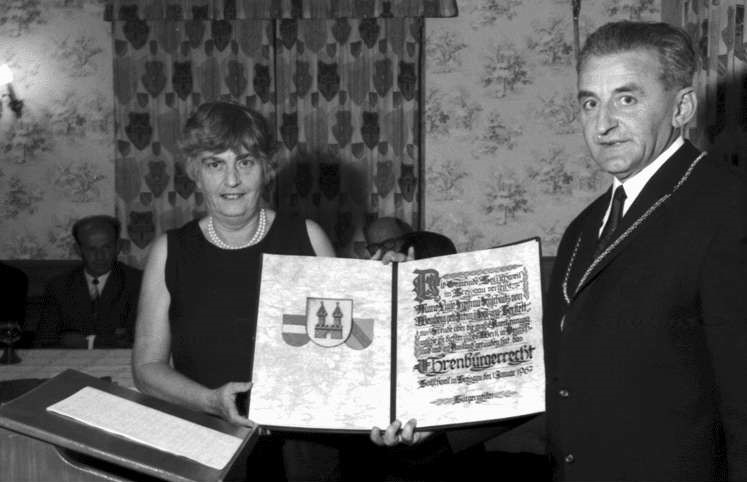
Marie Luise Kaschnitz (1967)

Marie Luise Kaschnitz (född Marie Luise von Holzing-Berslett) 31 januari 1901 i Karlsruhe, död 10 oktober 1974 i Rom var en tysk författare. 
Marie Luise gifte sig med arkeologen Guido Freiherr Von Kaschnitz-Weinberg 1925 och reste med honom på arkeologiska expeditioner.